# Villiers-Charlemagne
 Villiers-Charlemagne  es una población y comuna francesa, en la región de Países del Loira, departamento de Mayenne, en el distrito de Château-Gontier y cantón de Grez-en-Bouère.

## Demografía
| 931 | 810 | 713 | 698 | 761 | 859 |
| Para los censos de 1962 a 1999 la población legal corresponde a la población sin duplicidades (Fuente: INSEE [Consultar]) |     |     |     |     |     |